# No me dejes solo
No me dejes solo è una canzone dell'artista musicale portoricano Daddy Yankee, estratta dall'album Barrio fino, pubblicato nel 2004, e vede la partecipazione di Wisin & Yandel.

## Classifiche
| Classifiche (2005)                    | Posizione più alta |
| ------------------------------------- | ------------------ |
| U.S.A. Billboard Hot Latin Songs      | 39                 |
| U.S. Billboard Latin Rhythm Airplay   | 8                  |
| U.S. Billboard Latin Tropical Airplay | 8                  |